# Morhad Amdouni
Pour les articles homonymes, voir Amdouni.
Le texte peut changer fréquemment, n’est peut-être pas à jour et peut manquer de recul. 
Le titre et la description de l'acte concerné reposent sur la qualification juridique retenue lors de la rédaction de l'article et peuvent évoluer en même temps que celle-ci.
Morhad Amdouni, né le 21 juin 1988 à Porto-Vecchio, est un athlète français, spécialiste des courses de fond. Il est champion d'Europe du 10 000 m à Berlin en 2018. Il est le détenteur du record de France du marathon en 2 h 3 min 46 s, établi le 18 février 2024 lors du marathon de Séville.

## Carrière sportive
Morhad Amdouni fait ses débuts sur la scène internationale à l'occasion des Championnats d'Europe de cross-country 2006 de San Giorgio su Legnano où il se classe, dans la catégorie junior, respectivement douzième de la course individuelle et troisième du classement général par équipes.
En 2007, le sociétaire de l'Athletic jeunes de Bastia remporte la médaille d'or du 5 000 mètres des Championnats d'Europe juniors d'Hengelo avec le temps de 14 min 8 s 27. Vainqueur des Championnats de France juniors de cross, il remporte la course individuelle junior des Championnats d'Europe de cross-country 2007 se déroulant à Toro, devançant avec le temps de 20 min 8 s son compatriote Florian Carvalho. L'équipe de France s'impose par ailleurs au titre du classement général par équipes.
Sélectionné pour les Championnats du monde 2009 de Berlin, Morhad Amdouni est éliminé dès les séries du 5 000 mètres (13 min 29 s 64). Il réalise néanmoins lors de cette saison un nouveau record de France espoirs du 5 000 mètres fin mai à Rabat en 13 min 14 s 19, puis un nouveau record d'Europe espoir du 3 000 mètres en 7 min 37 s 50 en juillet lors du Meeting Areva de Paris-Saint-Denis.
Il se classe cinquième des Championnats d'Europe de cross-country 2010 disputés en décembre à Albufeira, derrière son compatriote Abdellatif Meftah et permet ainsi à l'équipe de France de remporter la médaille d'or par équipes. Le 27 février 2011, il devient champion de France de cross-country à Paray-le-Monial en devançant Hassan Chahdi.
Après des années marquées par des blessures, Morhad Amdouni revient en 2015 où il bat son record personnel sur 1 500 mètres lors du Meeting Herculis de Monaco en 3 min 34 s 05. Grâce à ce temps, il participe aux Championnats du monde de Pékin où il est éliminé en demi-finales.
Le 24 juin 2016, il est sacré champion de France du 5 000 mètres en 14 min 12 s 33. La même année, il remporte la 38e édition des 20 km de Paris, sept jours seulement après avoir remporté les 10 km de Paris-Centre.
Le 18 février 2017, dans un premier temps à Birmingham, Morhad Amdouni bat le record de France en salle du 5 000 m en 13 min 10 s 60 dans une course remportée par le champion olympique Mohamed Farah (13 min 9 s 16, NR). Mais ce record sera annulé deux jours plus tard par l'IAAF, ayant vu que la troisième place annoncée à Amdouni n'était pas la sienne, mais en réalité la quatrième. Il termine finalement en 13 min 11 s 18, à 5 centièmes du record de France de Bouabdellah Tahri (13 min 11 s 13).

### Champion d'Europe du 10 000 m (2018)

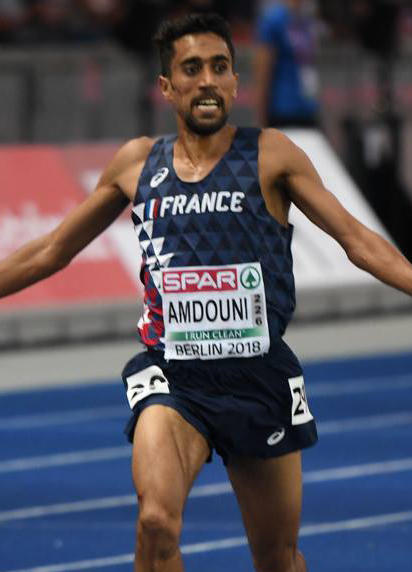
Morhad Amdouni lors de sa victoire sur 10000 m aux Championnats d'Europe 2018.

Le 7 août 2018, dans le stade olympique de Berlin, Morhad Amdouni remporte la médaille d'or du 10 000 m aux Championnats d'Europe d'athlétisme en 28 min 11 s 22, devançant sur le podium le Belge Bashir Abdi (28 min 11 s 76) et l'Italien Yemaneberhan Crippa (28 min 12 s 15). À 30 ans, le Français remporte son premier titre international majeur et devient le premier français de l'histoire à remporter le titre européen dans la discipline. Il succède à Alain Mimoun, dernier français médaillé dans cette l'épreuve, avec l'argent 68 ans auparavant. Quatre jours plus tard, Amdoumi décroche la médaille de bronze du 5 000 m en 13 min 19 s 14, sa première sur la distance, derrière les Norvégiens Jakob Ingebrigtsen et Henrik Ingebrigtsen.
Le 14 avril 2019, ayant fait part de sa volonté de courir le marathon aux Jeux olympiques de Paris en 2024, il participe pour la première fois au marathon de Paris, terminant huitième en 2 heures 9 min 14 s. Cependant, il doit déclarer forfait pour le marathon des championnats du monde de Doha en raison d'une élongation à la cuisse, préférant se concentrer sur la préparation des Jeux olympiques de Tokyo.
Le 3 octobre 2019, la chaîne de télévision allemande ARD révèle que Morhad Amdouni aurait acheté des produits dopants en 2017, publiant des conversations entre l'athlète et un dealer qui lui réclamait de l'argent. Le Français conteste ces accusations et demande à être reçu par les gendarmes de l’OCLAESP pour les réfuter, comme il l’avait fait également lors d’un rendez-vous avec le Président de la FFA.
Toutefois, sur la demande d’ASICS, Morhad Amdouni effectue les démarches pour intégrer le programme Quartz, système rendant transparent sur Internet les passeports biologiques des athlètes, mais son dossier est refusé par le comité d'experts chargé d'accepter son entrée en raison « d'incohérences ». « Incohérences » qui ne seront jamais précisées par ce même comité, ni par Pierre Sallet, créateur du programme Quartz qui n’a pas souhaité s’exprimer sur ce sujet.
Le président de la Commission médicale de la FFA, Frédéric Depiesse réagit aux accusations à destination de l’athlète Morhad Amdouni et décrédibilise le Programme Quartz précisant que l’organisme ne remplace pas l’Agence française de lutte contre le dopage (AFLD). Il se pose également des questions sur la véracité de leurs actions et précise que « Morhad Amdouni est un athlète comme les autres. À partir du moment où rien n’est prouvé, Morhad bénéficie de la présomption d’innocence ». En novembre, son agent, Riad Ouled, et son entraîneur, Philippe Dupont, mettent successivement fin à leur collaboration avec l'athlète[18]. Amdouni choisit comme nouvel entraîneur Abderrazak Zbairi, sélectionneur de l'équipe de France d'athlétisme militaire, en janvier 2020.
Le 19 septembre 2020, Amdouni bat le record de France de la course de l'heure sur piste en parcourant la distance de 20,772 km, effaçant ainsi des tablettes le record de Bertrand Itsweire qui tenait depuis 1990 (20,601 km). Un mois plus tard lors des championnats du monde de semi-marathon à Gdynia en Pologne, le Français se classe 8e et premier Européen de la course en 59 min 40 s, établissant au passage la deuxième performance de tous les temps pour un athlète français derrière les 59 min 13 s du Franco-Suisse Julien Wanders. Le 31 décembre 2020, il s'impose lors des 10 km de Barcelone, avec un temps de 27 min 42 s.
Habitant de Serris en Seine-et-Marne, Morhad Amdouni devient en mai 2021 Ambassadeur sport de haut niveau de Val d'Europe Agglomération. “Le sport est un marqueur territorial majeur pour notre agglomération comme le prouve notre labellisation Terre de Jeux 2024”, se réjouit Philippe Descrouet, président de Val d'Europe Agglomération et maire de Serris à la suite de l’accord signé avec l’athlète.
Pour les Jeux olympiques de Tokyo en 2021, Amdouni entend participer au marathon et au 10 000 m. Déjà qualifié sur marathon grâce à sa performance au marathon de Paris en avril 2019, il valide également les minima olympiques pour le 10 000 m en remportant le 5 juin 2021 la Coupe d'Europe de la discipline à Birmingham en 27 min 23 s 27. Le Français bat son ancien record personnel de 13 secondes (son ancien était de 27 min 36 s 80) et signe la troisième performance française de l'histoire.
Morhad Amdouni termine à la 17e place du marathon de Tokyo près de six minutes après le vainqueur de l'épreuve le kényan Eliud Kipchoge. Le français est depuis l'objet d'une polémique car il est accusé, vidéo à l'appui, d'avoir renversé des bouteilles d'eau pendant un ravitaillement.
Durant l'épreuve du marathon des Jeux olympiques de Tokyo le dimanche 8 août 2021 à Sapporo, Morhad Amdouni renverse une ligne complète de bouteilles d'eau lors d'un ravitaillement mais parvient à se saisir de la dernière bouteille de la rangée. Bien que l'intentionnalité du geste n'est pas aujourd'hui prouvée, une polémique naît sur son caractère douteux et potentiellement anti-sportif visant à empêcher ses concurrents de se réhydrater.
Morhad Amdouni décrit un acte totalement involontaire dans un moment de concentration optimale sur la course tout en affrontant des conditions difficiles à cette étape de la compétition. Il dénonce également des réactions racistes, malveillantes et diffamatoires.

### Record de France du marathon

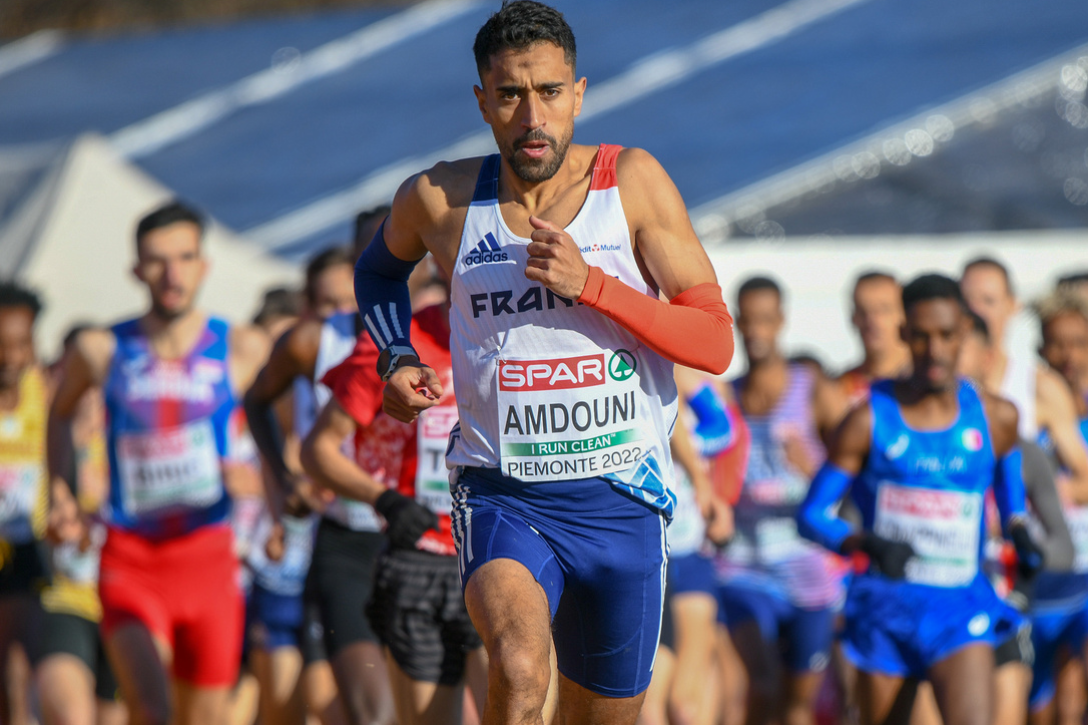
En 2022 lors des championnats d'Europe de cross-country.

Il est médaillé d'or en cross par équipes et onzième en cross individuel lors des Championnats d'Europe de cross-country 2022 à Turin.
Le 18 février 2024, Morhad Amdouni bat son propre record de France du marathon avec le temps de 2 h 3 min 46 s, en terminant deuxième du marathon de Séville.

## Affaires judiciaires
En novembre 2024, Morhad Amdouni est accusé de violence conjugale et de viols par sa femme. Il est condamné à dix mois de prison avec un sursis probatoire de deux ans. Il a également l'interdiction d'entrer en contact avec son épouse et de paraître à son domicile pendant trois ans.

## Controverses

### Soupçon de dopage par le média allemand ARD en 2019
La chaîne de télévision allemande ARD a révélé en octobre 2019 des informations qui impliqueraient Morhad Amdouni dans une affaire de dopage. Le média affirme être en possession de messages Whatsapp dans lesquels un vendeur de produits dopants réclame un paiement à l’athlète français. L’EPO et l’hormone de croissance sont citées,.
Face à cette affaire, la fédération française d'athlétisme, également touchée par les cas de Clémence Calvin et Ophélie Claude-Boxberger, a défendu la présomption d'innocence et appelé à faire preuve de « prudence ».

### Marathon des Jeux olympiques d'été de Tokyo en 2021
Au cours du Marathon des Jeux olympiques de Tokyo en 2021, Morhad Amdouni fait tomber toutes les bouteilles alignées sur une table pour le ravitaillement, sauf la dernière, qu'il parvient à saisir,,. Face aux critiques, le sportif assure qu'il ne s'agissait pas d'un acte volontaire. Il souligne son manque de lucidité et les conditions difficiles de la course (chaleur intense, fort taux d’humidité).
Morhad Amdouni a déclaré après la course : « À un moment, je n’étais plus lucide, j’étais concentré sur l’avant de la course. J’ai essayé d’attraper la première et la deuxième bouteille mais je ne réussissais pas. Finalement, c’est la dernière bouteille que j’ai réussi à attraper ».
Le sportif tient également affirmer son fair-play : « Pour moi c’est très important de respecter l’éthique sportive ». Il a d’ailleurs donné une bouteille d’eau à un autre coureur, le kenyan Lawrence Cherono, au 15 ème kilomètre. Lors de la cérémonie de clôture, le marathonien a souhaité « s'excuser auprès des athlètes. J'ai voulu tenir des bouteilles d'eau et j'en ai fait tomber. Ce n'était pas évident ».

## Palmarès

### International
| Date | Compétition                            | Lieu        | Résultat | Épreuve           | Temps           |
| ---- | -------------------------------------- | ----------- | -------- | ----------------- | --------------- |
| 2007 | Championnats d'Europe juniors          | Hengelo     | 1er      | 5 000 m           | 14 min 08 s 27  |
| 2007 | Championnats d’Europe de cross         | Toro        | 1er      | Individuel junior | 20 min 08 s 00  |
| 2007 | Championnats d’Europe de cross         | Toro        | 1er      | Par équipes       | —               |
| 2010 | Championnats d'Europe de cross         | Albufeira   | 5e       | Individuel sénior | —               |
| 2010 | Championnats d'Europe de cross         | Albufeira   | 1er      | Par équipes       | —               |
| 2011 | Championnats d'Europe de cross         | Velenje     | 7e       | Individuel sénior | —               |
| 2011 | Championnats d'Europe de cross         | Velenje     | 1er      | Par équipes       | —               |
| 2015 | Championnats d'Europe par équipes      | Tcheboksary | 1er      | 5 000 m           | 14 min 04 s 63  |
| 2015 | Championnats d'Europe de cross         | Hyères      | 9e       | Individuel sénior | —               |
| 2015 | Championnats d'Europe de cross         | Hyères      | 2e       | Par équipes       | —               |
| 2016 | Championnats d'Europe en plein air     | Amsterdam   | 13e      | 1 500 m           | 03 min 51 s 61  |
| 2016 | Championnats d'Europe en plein air     | Amsterdam   | 5e       | 5 000 m           | 13 min 40 s 94  |
| 2016 | Championnats d'Europe de cross         | Chia        | 17e      | Individuel sénior | —               |
| 2018 | Coupe d'Europe du 10 000 m             | Londres     | 2e       | 10 000 m          | 27 min 36 s 80  |
| 2018 | Championnats d'Europe en plein air     | Berlin      | 3e       | 5 000 m           | 13 min 19 s 14  |
| 2018 | Championnats d'Europe en plein air     | Berlin      | 1er      | 10 000 m          | 28 min 11 s 22  |
| 2020 | Championnats du monde de semi-marathon | Gdynia      | 8e       | Individuel        | 59 min 40 s 00  |
| 2020 | Championnats du monde de semi-marathon | Gdynia      | 6e       | Par équipes       | —               |
| 2021 | Coupe d'Europe du 10 000 m             | Birmingham  | 1er      | 10 000 m          | 27 min 23 s 39  |
| 2022 | Marathon de Paris                      | Paris       | 3e       | Marathon          | 2 h 05 min 22 s |
| 2022 | Championnats d'Europe de cross         | Turin       | 11e      | Individuel sénior | —               |
| 2022 | Championnats d'Europe de cross         | Turin       | 1er      | Par équipes       |                 |
| 2023 | Marathon de Paris                      | Paris       | 13e      | Marathon          | 2 h 12 min 45 s |
| 2024 | Marathon de Séville                    | Séville     | 2e       | Marathon          | 2 h 03 min 47 s |

### National
| Année | Compétition                             | Lieu              | Résultat | Épreuve              | Temps          |
| ----- | --------------------------------------- | ----------------- | -------- | -------------------- | -------------- |
| 2006  | Championnats de France juniors          | Dreux             | 2e       | 01 500 m             | 03 min 57 s 58 |
| 2006  | Championnats de France juniors          | Dreux             | DNS      | 05 000 m             | —              |
| 2007  | Championnats de France juniors          | Narbonne          | 1er      | 01 500 m             | 03 min 49 s 80 |
| 2008  | Championnats de France espoirs U23      | Vénissieux        | 2e       | 01 500 m             | 03 min 58 s 98 |
| 2008  | Championnats de France élites           | Albi              | 8e       | 05 000 m             | 14 min 04 s 16 |
| 2009  | Championnats de France élites           | Angers            | 5e       | 01 500 m             | 03 min 48 s 08 |
| 2010  | Championnats de France élites           | Valence           | 3e       | 05 000 m             | 14 min 08 s 55 |
| 2011  | Championnat de la Méditerranée          | Linguizzetta      | 1er      | Cross-country (long) | 27 min 32 s —  |
| 2011  | Championnats de France élites           | Paray-le-Monial   | 1er      | Cross-country (long) | 36 min 01 s —  |
| 2015  | Championnats de France élites           | Villeneuve-d'Ascq | 1er      | 01 500 m             | 03 min 48 s 58 |
| 2015  | DécaNation                              | Paris             | 1er      | 01 500 m             | 03 min 45 s 50 |
| 2016  | Championnats de France élites           | Angers            | 1er      | 05 000 m             | 14 min 12 s 33 |
| 2016  | 10 kilomètres de Paris                  | Paris             | 1er      | 10 km (route)        | 29 min 28 s —  |
| 2016  | 20 kilomètres de Paris                  | Paris             | 1er      | 20 km (route)        | 59 min 19 s —  |
| 2018  | Championnats de France élites           | Plouay            | 1er      | Cross-country (long) | 33 min 38 s —  |
| 2021  | Championnats de France de 10 kilomètres | Langueux          | 1er      | 10 km                | 28 min 27 s —  |
| 2022  | Championnats de France de cross-country | Les Mureaux       | 1er      | 10 285 m             | 31 min 07 s —  |

## Records
| Épreuve       | Temps                  | Date            | Lieu       |
| ------------- | ---------------------- | --------------- | ---------- |
| 01 500 m      | 03 min 34 s 05         | 17 juillet 2015 | Monaco     |
| 03 000 m      | 07 min 37 s 50         | 17 juillet 2009 | Paris      |
| 05 000 m      | 0 13 min 11 s 18       | 18 février 2017 | Birmingham |
| 10 000 m      | 0 27 min 23 s 27       | 5 juin 2021     | Birmingham |
| 20 km         | 0 59 min 19 s 0        | 9 octobre 2016  | Paris      |
| Semi-Marathon | 0 59 min 40 s 0        | 17 octobre 2020 | Gdynia     |
| Marathon      | 2 h 03 min 47 s 0 (NR) | 18 février 2024 | Séville    |